# Listed building
Listed building eller listed structure er lovmæssig betegnelse for fredede, historiske bygninger i England, hvor bygningen er anført på en af de fire lister for fredede bygninger i Storbritannien; herunder listen af engelske bygninger forvaltet af Historic England, listen af skotske bygninger forvaltet af Historical Environment Scotland, listen af walisiske bygninger forvaltet af Cadw og listen af nordirske bygninger forvaltet af Northern Ireland Environment Agency.
En listed building i Storbritannien må ikke nedrives, udbygges eller forandres uden ansøgning om særlig tilladelse fra de lokale byplanlægning-instanser, som skal konsultere forandringen med en relevant regeringsafdeling i UK, især hvis der er tale om betydelig forandring af de mest notable og værdifulde bygninger højt på listerne.

I republikken Irland hedder tilsvarende fredede bygninger protected structure. 
Listerne deler bygningerne op i grader af vigtighed, Grade I, Grade II og Grade II*:
- Grade I: bygninger af exceptionel interesse
- Grade II*: særligt vigtige bygninger med mere end særlig interesse
- Grade II: bevaringsværdige bygninger af særlig interesse.[6]

## Oprindelse
Det var efter Blitzen under Anden Verdenskrig, hvor tyske bomber ødelagde så mange bygninger i England, at der opstod behov for at liste bygninger op af særlig arkitektonisk eller historisk betydning. 300 medlemmer af Royal Institute of British Architects og Society for the Protection of Ancient Buildings fik opgaven at skabe lister af ødelagte bygninger af særlig værdi, for at afgøre om de skulle genopbygges eller renoveres efter bomberne. Deraf kom navnet - listed buildings - for oplistede, bevaringsværdige bygninger.

## Kriterier
Der er oftest tale om gamle britiske paladser, kongeslotte, adelens slotte og bopladser, kirker, katedraler, gamle børser og markedshaller, gamle biografer, teaterbygninger, operahuse, forlystelsesparker og lignende storslåede bygninger fra art deco perioden, men også bygninger fra Englands industrielle storhedstid, der ender på listerne. Kriterierne for at blive listed som bevaringsværdige er arkitektonisk interesse, historisk interesse og historisk tilknytning af bygninger til vigtige personer eller vigtige begivenheder.
 

Kriterierne er som følger:
- Alder og sjældenhed: Jo ældre bygningen er, desto større chance for at blive listed. Alle bygninger opført før år 1700, der stadig indeholder betydelig grad af deres originale udformning bliver listet. De fleste bygninger opført mellem 1700 og 1840 er listet. Efter 1840 bliver bygninger meget nøjere udvalgt og særlig forsigtig udvalg bliver gældende for bygninger fra efter 1945. Bygninger under 30 år bliver meget sjældent listet, medmindre de er af usædvanlig høj kvalitet og trues af nedrivning.
- Høj æstetisk kvalitet dvs. bygningens udseende og kvaliteten af arkitekturens udformning, dog kan der listes bygninger af beskeden udseende, hvis de har særlig betydning for social eller økonomisk historie.
- Selektiv antal: hvis der er bevaret rigtig mange bygninger af samme type, listes der kun de vigtigste og mest typiske af dem
- National interesse særlige eller bemærkelsesværdige regionale bygninger, som er vigtige symboler for hele nationens industri, historie eller kultur.[9]

## Andre og usædvanlige strukturer
Udover bygninger, kan listerne også bevare og frede andre arkitektoniske strukturer, såsom broer, akvædukter, statuer, monumenter, skulpturer, mindesmærker, milepæle og lignende, som har historisk eller kulturel betydning. Fodgængerovergangen på Abbey Road i London, gjort berømt af The Beatles albumomslag, er også listet som mindesmærke af Grad II på fredningslisterne, samme gælder for elværket Battersea Power Station med de 4 skorstene, gjort berømt af Pink Floyds og Beatles albumomslag. Musikstudiet på Abbey Road, hvor både Beatles, Pink Floyd og andre kunstnere indspillede, er også blevet fredet som listed af daværende kulturminister Margaret Hodge med begrundelse, at studiet var symbol for Englands bidrag til kulturen i form af noget af det bedste popmusik i verdenen. Andre usædvanlige strukturer på listerne er for eksempel en art deco svømmehal Saltdean Lido i Brighton bygget i 1937 samt bygninger med betydning for Battle of britain som flyhangarer, Churchills personlige flyhangar og Royal Airforce operationsrum. Morris-bilfabriksbygninger og andre historiske bilfabrikker fra det 19. århundrede og op til 1960erne er blevet listed i 2012. Parker og haver betragtes mere som kultiverede landskaber, men kan også være listed structures.
Bygninger og strukturer fra antikken eller oldtiden såsom Stonehenge, ubeboede bygninger og militærbygninger i Storbritannien får sommetider ikke bare status som listed buildings, men også som scheduled monuments og er dermed beskyttede af meget ældre engelsk lovgivning for bevaring af værdifulde bygninger, som hed Ancient Monuments Protection Act 1882. Ved den gamle lovgivning var der ikke udøvet kontrol over private ejere af bygningerne for ikke at forandre eller nedrive deres ejendomme.

## Betegnelser og antal
Der er flere forskellige betegnelser for de fredede bygninger og strukturer i Storbritannien på grund af adskilt lovgivning og forskellige procedurer for at en bygning kan opnå status som "heritage asset", værdifuld arvestykke eller værdifuldt arvegods. En heritage asset betegnes som del af historisk miljø og bevares pga. dennes historiske, arkæologiske, arkitektoniske eller kunstneriske værdi. Proceduren for at opnå heritage-status er kaldt "designation". Fredede bygninger er herved betegnet som "listed" (på fredningslisterne), oltidslevn og antikke monumenter er "scheduled" (indskrevet i fredningsskema), skibsvrag og ruiner er "protected" (beskyttet) og slagmarker, haver og parker er "registered" (registrerede landskaber).
Der er cirka 374.000 steder i Storbritannien med listed building status, hvoraf 92 % er Grade II, 5.5% er Grade II*, og 2.5 % er Grade I, hvoraf 14.500 er kirker og kirkebygninger. Der anslås, at der er cirka 500.000 bygninger i alt, da listed emner på listen kan indbefatte mere end en bygning.